# Lehrerseminar

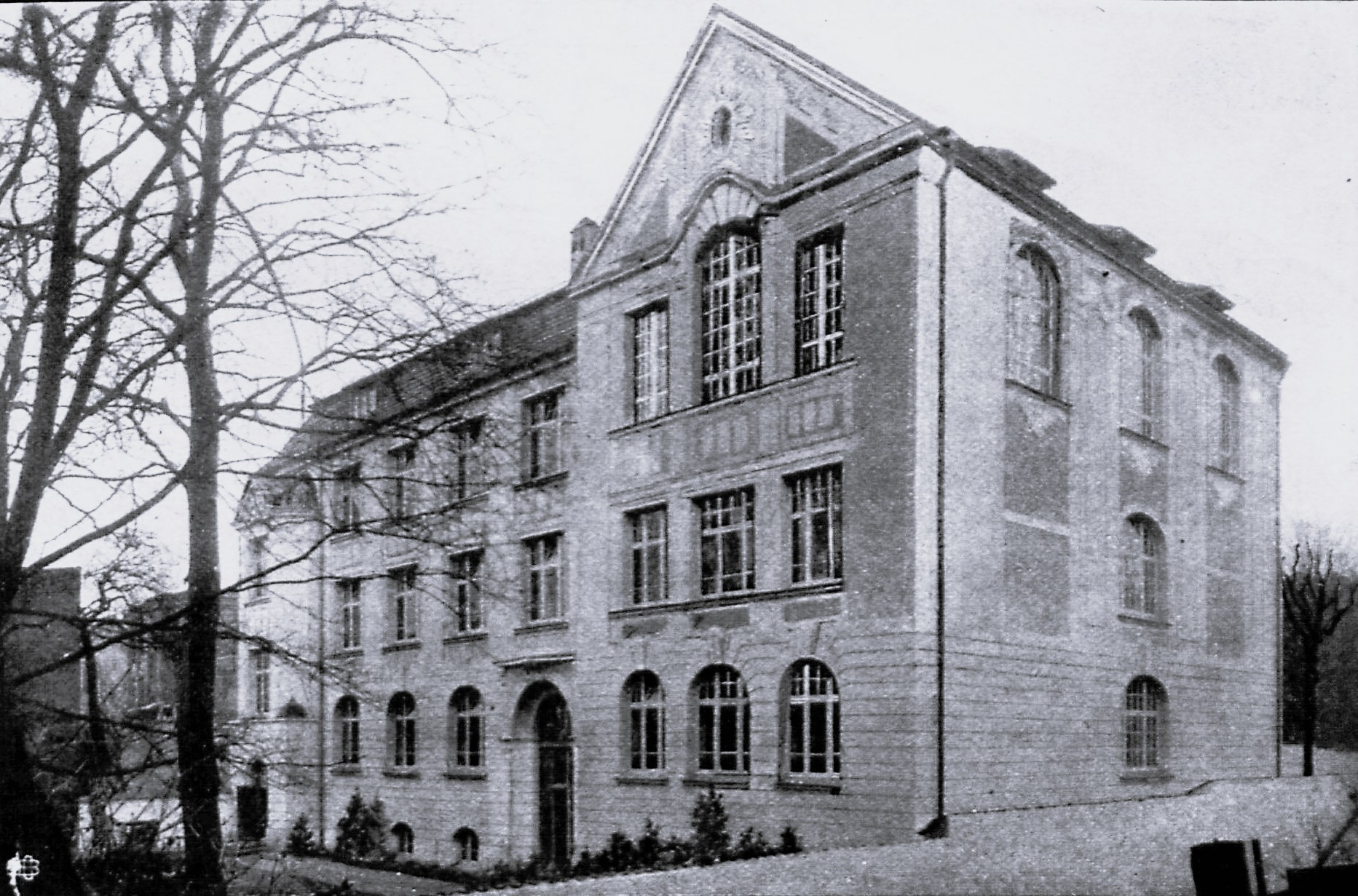
Schullehrer-Seminar und Übungsschule zu Lübeck

Das Lehrerseminar war die Ausbildungsstätte für angehende Volksschullehrer. Für die praktische Ausbildung nach dem Studium im Rahmen der heutigen Lehrerausbildung und für die frühere praktische Ausbildung von Lehrern für das Gymnasium oder die Berufsschule dient das Studienseminar.

## Deutschland

### Geschichte
Lehrerseminare wurden erstmals für die Ausbildung der Lehrer des Elementarbereichs bzw. der Volksschulen eingerichtet. Bis ins 19. Jahrhundert hinein wurde der Unterricht an Elementarschulen in der Regel von nicht weiter ausgebildeten Küstern, Handwerkern, ehemaligen Soldaten oder Studenten erteilt. Der Zustand des Schulwesens war dementsprechend desolat.
Im Laufe des 18. Jahrhunderts entstanden die ersten Lehrerseminare in Verbindung mit neu gegründeten Waisenhäusern, so etwa in den Stiftungen August Hermann Franckes in Halle (Saale) (1707 und 1718), aber auch im Zusammenhang mit Armen- und Freischulen. Sie eröffneten den Zöglingen eine berufliche Perspektive, indem ihnen Kulturtechniken, Singen und Religion, aber auch alltagspraktische Fertigkeiten, etwa für die Landwirtschaft, als Grundlage für Lehrtätigkeiten vermittelt wurden. Neben der Form der Seminarausbildung existierte weiterhin die Form der „Meisterlehre“, in der Lehrer ihre eigenen Nachfolger als 'Schulgehilfen' ausbildeten. Nur zögerlich setzte sich die Seminarausbildung der Volksschullehrer gegen konservative politische Befürchtungen durch. Ein gutes Beispiel dafür ist das 1781 als ein Kind der Aufklärung von dem Kieler Theologen Johann Andreas Cramer (1723–1788) gegründete Lehrerseminar Kiel. Nach Cramers Tod leitete der 29-jährige Theologe Heinrich Müller das Seminar, der von konservativen Kreisen um den Universitätskurator Friedrich Karl von Reventlow im Jahre 1804 zur Resignation gezwungen wurde. Danach verfiel das Seminar und wurde 1823 aufgelöst. Die Seminare integrierten für die Bewerber, die ohne Abitur zugelassen wurden, ein allgemeines Vorbereitungsstudium oder sie setzten eine im Allgemeinen dreijährige Ausbildung an Präparandenanstalten voraus.
Seit dem Beginn des 19. Jahrhunderts wurden die Seminare und Präparandenanstalten etwa in Bayern (1809) oder in Preußen (Königliches Schullehrer-Seminar) ausgebaut (1811: 15 Seminare; 1871: 81 Seminare) und so „zur Keimzelle der Verbesserung des niederen Schulwesens“ (Sandfuchs). 1826 wurden eine Seminarabschlussprüfung sowie eine zweite Lehrerprüfung nach drei Jahren Berufspraxis eingeführt. Preußen setzte 1872 für die Lehrerausbildung neue Maßstäbe, die in den Folgejahren auch das Niveau der Seminarausbildung anhoben. Ende der 1880er Jahre leisteten die Seminare „die flächendeckende Versorgung mit nach dem Stand der Zeit gut ausgebildeten Lehrern“ (U. Sandfuchs). Die Ausbildung war dabei nach Konfessionen getrennt. Auch ein Vertreter der Kirchen war externes Mitglied der Prüfungskommission. Auch für die privaten jüdischen Schulen wurde von privater Seite her Lehrerseminare gegründet, die auch teilweise stattliche Zuschüsse erhielten, wie zum Beispiel das der Marks-Haindorf-Stiftung in Münster. Die Forderung, auch die Ausbildung der Volksschullehrer ähnlich wie die der Gymnasiallehrer einheitlich im ganzen Reichsgebiet auf universitäres Niveau anzuheben, wurde aus Kostengründen lange nicht realisiert. Für den Beruf des Volksschullehrers wurde bis 1919 kein Abitur vorausgesetzt.
In der Weimarer Republik entstanden in einzelnen Ländern des Deutschen Reiches Pädagogische Akademien, für die das Abitur Voraussetzung war (in Preußen ab 1925 durch die Richertsche Gymnasialreform). Teilweise wurde die Ausbildung den Universitäten angegliedert, andere Länder behielten jedoch trotz der Forderung in der Weimarer Reichsverfassung nach akademischer Ausbildung ihre seminaristische Lehrerbildung bei (Württemberg, Bayern).
In der Zeit des Nationalsozialismus wurden die demokratiefreundlichen Pädagogischen Akademien geschlossen und an ihrer Stelle eine Hochschule für Lehrerbildung eingerichtet, ab 1941 entstanden Hunderte von nichtakademischen Lehrerbildungsanstalten, die vornehmlich auf weltanschaulichen Drill und Sport ausgerichtet waren, für die wieder kein Abitur vorausgesetzt wurde. So sollten die hohen Blutverluste durch den Weltkrieg ersetzt werden.
Nach 1945 knüpften die Bundesländer an die Ausbildungstraditionen vor 1933 an. Die Lehrerausbildung in den Seminaren blieb teilweise lange Zeit noch konfessionell getrennt. Die Forderung nach einer Akademisierung der gesamten Lehrerbildung, also auch der Lehrer für die nichtgymnasialen Schulformen, setzte sich nur langsam durch und wurde im Strukturplan für das Bildungswesen (1970) aufgenommen. Das bis dahin auf die Gymnasiallehrer beschränkte Ausbildungsmodell eines Vorbereitungsdienstes an Studienseminaren wurde in der Kultusministerkonferenz am 9. Oktober 1970 in Frankenthal auf alle Lehrämter übertragen. Der Vorbereitungsdienst für alle Lehramtsanwärter erfolgt seither an „besonderen Ausbildungsinstitutionen“.
In der DDR erfolgte die Lehrerausbildung für Unterstufenlehrer an Instituten für Lehrerbildung (Zugangsvoraussetzung: Mittlere Reife). Bis 1960 unterschied man den Mittelstufenlehrer (bis Klasse 8) und den Oberstufenlehrer (Klasse 9 bis 12). Ab 1960 unterschied man den Oberstufenlehrer mit Lehrbefähigung bis Klasse 10 oder bis Klasse 12. Ab dem 1. Juni 1971 gab es den einheitlichen Abschluss für Oberstufenlehrer (Diplomlehrer) bis Klasse 12 an Pädagogischen Hochschulen und Universitäten (Zugangsvoraussetzung: Abitur), wobei nicht mehr nach Schulformen (POS oder EOS) unterschieden wurde. Darüber hinaus erwarben Diplomlehrer an Universitäten die Lehrbefähigung bis zum Vordiplom (Grundstudium bis zum vierten Semester an einer Hochschule oder Universität). Nach der Wiedervereinigung Deutschlands im Jahre 1990 wurden die westdeutschen Strukturen der Lehrerausbildung auf die der neuen Bundesländer übertragen.

### Lehrerseminare in den deutschen Ländern

#### Bayern
- Altdorf bei Nürnberg[3]

#### Bremen
- Bremer Lehrerseminare, seit 1810 gab es in Bremen Lehrerseminare zur Ausbildung von Lehrern der Elementarschule bzw. der Volksschule.

#### Mecklenburg-Vorpommern
- Ducherow
- Franzburg: Lehrerseminar (Franzburg) (1791–1853 in Greifswald)

#### Niedersachsen
- Braunschweig: Herzogliches Lehrer-Seminar zu Braunschweig
- Hannover: Schullehrer-Seminar zu Hannover
- Oldenburg: Evangelisches Lehrerseminar Oldenburg
- Stade: Studienseminar für das Lehramt an Grund-, Haupt- und Realschulen, Studienseminare für das Lehramt an berufsbildenden Schulen sowie für das Lehramt an Gymnasien, seit 1925 im Carl-Diercke-Haus an der Bahnhofstr. 5.[4]

#### Nordrhein-Westfalen (Auswahl)
- Gütersloh
- Neuss
- Petershagen

#### Hessen (Auswahl)
- Idstein[5]

#### Rheinland-Pfalz (Auswahl)
- Koblenz: Königlich Preußisches Lehrerinnenseminar Koblenz
- Montabaur[6]

#### Saarland (nach dem Zweiten Weltkrieg)
Quelle:
- Ausbildung für „katholische Mädchen“: Saarbrücken (bereits 1946 nach Blieskastel verlegt)
- Ausbildung für „katholische Knaben“: Saarlouis (ab 1948 Standort in Lebach)
- Ausbildung für „evangelische Knaben und Mädchen“: St. Wendel (bereits 1946 nach Ottweiler verlegt)

Als die Rückkehr des Saarlandes zur Bundesrepublik Deutschland feststand, entschied man sich für eine Akademisierung der Volksschullehrerausbildung. Im Mai 1956 wurden zwei konfessionelle Akademien in Saarbrücken eingerichtet (die katholische Peter-Wust- sowie die evangelische Comenius-Hochschule). Die Lehrerseminare sollten auslaufen. Ab Mitte der 1960er Jahre verfolgte man das Ziel einer Weiterentwicklung zu wissenschaftlichen Hochschulen; am 1. Oktober 1969 wurde schließlich die Pädagogische Hochschule des Saarlandes gegründet, die bis 1978 bestand.

#### Sachsen
Die ständig größer werdenden Schülerzahlen in den Volksschulen in der zweiten Hälfte des 19. Jahrhunderts führten dazu, dass die bestehenden Lehrerseminare an Kapazitätsgrenzen stießen und nicht mehr ausreichend Lehrer ausgebildet werden konnten. Das veranlasste die Regierung im Sächsischen Landtag, weitere Lehrerseminare zu gründen. Über den Weg einer Ausschreibung konnten sich Städte bewerben. Da ein Lehrerseminar viele positive Effekte mit sich brachte, wurde um jeden neuen Standort heiß gerungen. Die Städte versprachen sich neue Arbeitsplätze und einen Aufschwung für das gesellschaftliche und wissenschaftliche Leben. So entstanden in der Zeit ab 1869 bis 1896 im sächsischen Raum allein acht neue Lehrerseminare. Für fast alle neuen Bauten wurde im jeweiligen Ort eine neue Straße angelegt, die den Namen „Seminarstraße“ trug. Insbesondere die Gebäude der Lehrerseminare in Rochlitz von 1895 (heute Johann-Mathesius-Gymnasium) und in Plauen im Vogtland von 1899 (heute Polizeidirektion) ähneln sehr stark in Aufbau, Grundriss und Fassade dem Gebäude in Dresden-Plauen.
- Annaberg
- Auerbach/Vogtl.
- Bautzen: Katholisches Lehrerseminar Bautzen
- Bautzen: Landständisches Lehrerseminar
- Borna
- Callnberg: Lehrerinnenseminar
- Dresden: Freiherrlich von Fletchersches Lehrerseminar
- Dresden: Friedrichstadt (heute Schulmuseum Dresden)
- Dresden: Lehrerseminar Dresden-Plauen
- Dresden: Lehrerseminar Dresden-Strehlen
- Dresden: Lehrerinnenseminar zu Dresden
- Frankenberg/Sa.
- Grimma
- Leipzig: Lehrerseminar zu Leipzig
- Leipzig: Lehrerinnenseminar zu Leipzig
- Löbau
- Nossen
- Oschatz
- Pirna
- Plauen
- Reichenbach/Oberlausitz[15]
- Rochlitz
- Schneeberg
- Stollberg
- Waldenburg
- Zschopau

#### Sachsen-Anhalt
- Osterburg: Lehrerseminar Osterburg

#### Schleswig-Holstein
- Eckernförde: Altes Seminar
- Lübeck: Lübeckisches Lehrer-Seminar
- Lübeck: Roquettesches privates Lehrerinnenseminar

#### Württemberg

##### Staatliche Seminare (chronologisch)
(Nach Erich Müller-Gaebele: Von Esslingen nach Heilbronn. Die Expansion der seminaristischen Lehrerbildung in Württemberg. In: Thomas Wiedenhorn, Ursula Pfeiffer-Blattner (Hrsg.): 200 Jahre staatliche Lehrerbildung in Württemberg. Zur Institutionalisierung der staatlichen Lehrerausbildung. Springer VS, Wiesbaden 2014, ISBN 978-3-658-03621-8, S. 43–68, S. 44 f.)
- Esslingen (1811, evangelisch)
- Schwäbisch Gmünd (1825, katholisch)
- Nürtingen (1843, evangelisch)
- Künzelsau (1873, evangelisch)
- Markgröningen (1873, evangelisches Lehrerinnenseminar)
- Saulgau (1877, katholisch)
- Nagold (1881, evangelisch)
- Schwäbisch Gmünd (1901, katholisches Lehrerinnenseminar)
- Backnang (1909, evangelisch)[16]
- Heilbronn (1912, evangelisch)
- Rottweil (1912, katholisch)

##### Weitere Seminare (Auswahl)
- Öhringen (1788, evangelisch)[17]
- Winnenden (ca. 1829, evangelisch), in Verbindung mit der dortigen Paulinenpflege[18]
- Tempelhof bei Crailsheim  (1835?, evangelisch), in Verbindung mit einer Kinder-Rettungsanstalt
- Lichtenstern bei Löwenstein (1839, evangelisch), in Verbindung mit einer Kinder-Rettungsanstalt

#### Im heutigen Polen (Auswahl)
- Bütow
- Dramburg
- Köslin
- Pölitz

## Schweiz

Schiers, Evangelische Lehranstalt. Historisches Luftbild von Werner Friedli (1954)

Im Jahr 1832 wurde mit dem Zürcher Lehrerseminar in Küsnacht das erste staatliche Lehrerseminar der Schweiz eröffnet. Die Ausbildung dauerte im Anschluss an die Sekundarschule zunächst zwei Jahre, dann drei Jahre, schließlich wurde sie auf vier Jahre verlängert. Die Ausbildung wurde mit einem Lehrerpatent abgeschlossen, welches zum Unterricht an der Primar- und Sekundarschule (1. bis 9. Klasse) berechtigte. Später wurde die Ausbildung auf fünf Jahre verlängert, zugleich ermöglichte das Lehrerpatent die Immatrikulation an der Universität Zürich. Einzig für das Studium der Medizin und für die Studiengänge an der ETH Zürich konnte man sich nicht einschreiben.
Schiers ist bekannt für seine Evangelische Mittelschule Schiers, ein 1837 als Lehrerseminar gegründetes christliches Gymnasium mit Internat. 1894 bis 1900 wirkte hier Gottfried Fankhauser als Dozent. Einer der berühmtesten Schüler war Alberto Giacometti.
Das Lehrerseminar Wettingen im ehemaligen Kloster Wettingen war von 1847 bis 1976 eine aargauisch-kantonale Lehrerbildungsanstalt mit internationaler Ausstrahlung.
Die letzten Lehrerpatente, welche man an einem Lehrerseminar erwerben konnte, wurden 2007 in Luzern ausgestellt. Seither gibt es in der Schweiz kein Lehrerseminar mehr. Die Ausbildung erfolgt heute an einer Pädagogischen Hochschule.